# نوزتبرو (ماساچوست)
نوزتبرو، ماساچوست
نوزتبرو (به انگلیسی: Northborough) شهرکی در شهرستان ورچستر ایالت ماساچوست می‌باشد که در سال ۱۷۷۵ بنیان‌گذاری شده‌است. این شهرک در سرشماری سال ۲۰۱۰ میلادی، ۱۴٬۱۵۵ نفر جمعیت داشته‌است.